# JEF United Ichihara Chiba
JEF United Ichihara Chiba (em japonês, (ジェフユナイテッド市原・千葉 - Jefu Yunaiteddo Ichihara Chiba) é um clube de futebol japonês, com sede na cidade de Chiba, nos arredores de Tóquio. A sigla JEF vem de JR East (J) e Furukawa Electric (FE, invertendo apenas na sigla).
Disputa atualmente a J. League Division 2, a segunda divisão do Japão. Seus jogos como mandante acontecem na Fukuda Denshi Arena, com capacidade para 19.781 espectadores.

## Historia
A equipe começou como a equipe da empresa, Furukawa Electric Soccer Club ( 古河 電 気 工業 ッ カ ー 部 ) em 1946. Como a equipe da empresa, ganhou o Japan Soccer League duas vezes, o Emperor's Cup quatro vezes e a JSL League Cup três vezes. Furukawa também venceu o Campeonato Asiático de 1986-87 , a principal honra do clube na Ásia ; eles foram o primeiro clube japonês a fazê-lo.
Desde o início da liga, em 1965 , a equipe sempre jogou na primeira divisão do Japão e foi a única equipe japonesa a nunca ser rebaixada da JSL1, um recorde que eles mantiveram nos anos J1. Eles terminaram a temporada de 1978 em uma posição de rebaixamento (último de 10), mas ficaram de pé depois de bater o Honda FC por 1-0 em um playoff de inda e volta. O último lugar não foi automaticamente rebaixado até a temporada de 1980 .
Em 1991, fundiu-se com a equipe da empresa de a JR East para se tornar East Japan JR Furukawa Football Club ( 東日本ジェイアール古河サッカークラブ) e rebatizou-se como JEF United Ichihara sobre a fundação da J. League em 1993. A equipe inicialmente construiu-se em torno do ex - jogador da seleção alemã de futebol , Pierre Littbarski .
De 1998 a 2000, a equipe lutou para permanecer na Liga J. e iniciou uma série de esforços para ser uma equipe competitiva. Desde a contratação de Ivica Osim, em 2003, a JEF United vem disputando o título da liga a cada ano, apesar dos recursos limitados e do difícil comparecimento.
Em 16 de julho de 2006, Osim deixou a equipe para assumir o comando da seleção do Japão e foi sucedido por Amar Osim , seu filho e assistente técnico. Em 5 de dezembro de 2007, foi anunciado que Amar Osim havia sido demitido após o 13º lugar do clube na temporada de 2007.
Depois de 13 jogos na temporada de 2008, Josip Kuže foi demitido como treinador da equipe. Em 8 de maio de 2008, foi anunciado que o novo gerente era Alex Miller . Miller foi o primeiro técnico do Liverpool FC, ao lado de Rafael Benítez, antes de ingressar no JEF United.
A Furukawa Electric não é mais o principal patrocinador do clube, um trabalho que hoje é assumido pela Fuji Electric .
Em 8 de novembro de 2009, o JEF United Chiba foi rebaixado para o J2 após 44 temporadas na primeira divisão japonesa; desde 2010, o JEF United Chiba está jogando na J. League Division 2 .
O JEF United Chiba estava perto de ser promovido a J. League Division 1 durante a temporada de 2012. O clube foi considerado um dos favoritos para ser promovido diretamente para J1. No entanto, depois de derrotas para equipas consideradas menos importantes como FC Gifu e FC Machida Zelvia , o JEF jogou nos playoffs, fazendo o seu caminho até à final. Eles derrotaram o Yokohama por 4-0, mas perderam a partida final para o Oita Trinita por 1-0, no Estádio Nacional de Tóquio .
Na temporada de 2013 eles jogaram na promoção para os playoffs J1. Eles perderam a partida da semifinal para o Tokushima Vortis por 1 a 1 (Chiba foi o 6º colocado e Tokushima foi o 3º colocado no campeonato, o regulamento decide que um clube de alto escalão pode chegar ao empate final).
Na temporada de 2014 eles jogaram nos playoffs de promoção para J1 novamente. O clube não teve que jogar na semifinal (Chiba ficou em 4º lugar, mas o terceiro colocado chamado Giravanz Kitakyushu teve um problema no estádio original de Jleague, então Kitakyushu não pôde ir para o jogo de promoção). Na final contra o Montedio Yamagata, eles perderam por 0-1 no Ajinomoto Stadium. O JEF United  continua jogado na segunda divisão do campeonato japonês.

## Títulos
- Como Furukawa Electric FC

 AFC Champions League: 1986
 Copa do Imperador: 1960, 1961, 1964, 1976
 Japan Soccer League: 1976, 1985
 JSL Cup: 1977, 1982, 1986-87
 Supercopa do Japão: 1977
- Como JEF United Chiba

 Copa da J. League: 2005, 2006